# Кабожа (Хвойнинский район)

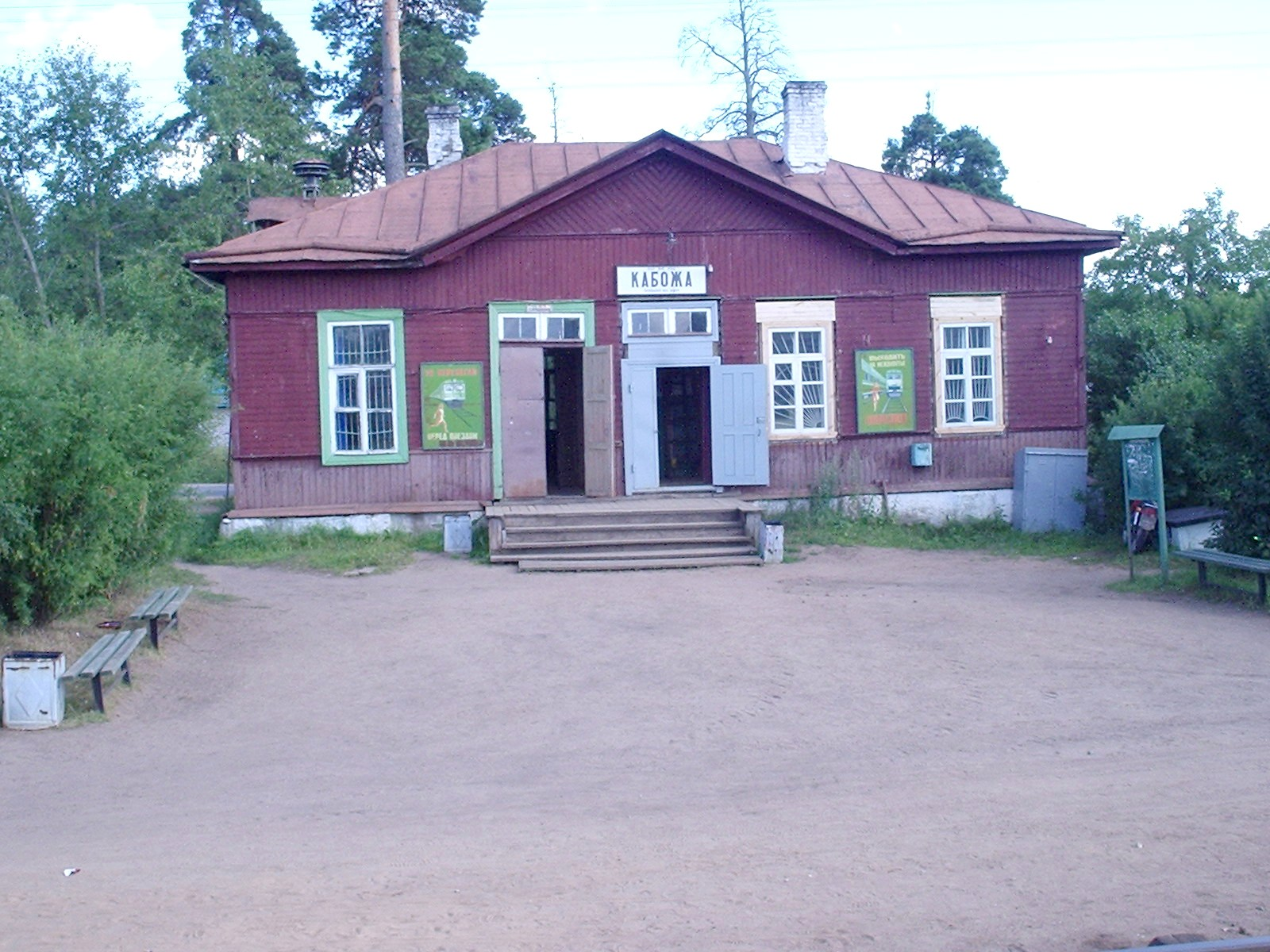
Вокзал станции Кабожа

Кабо́жа — посёлок при станции в Хвойнинском районе Новгородской области, административный центр Кабожского сельского поселения. Расположен на реке Кобожа, по которой и получил название. Застройка посёлка деревянная, преимущественно одноэтажными домами. Основные улицы асфальтированы.

## Население
| 2009 | 2010  |
| ---- | ----- |
| 1094 | ↘1063 |

## Транспорт

### Автодорожный
Основной автодорогой, проходящей через село, является дорога Хвойная — Минцы — Кабожа — Бугры — Богослово — Пестово. Эта дорога асфальтирована от Хвойной до Бугров (асфальт заканчивается не доезжая 3-х км до Бугров). Далее в сторону Пестово асфальт появляется только от села Брякуново. Также заасфальтирована главная улица села Богослово. Качество грейдера на неасфальтированном участке вполне приемлемо для проезда легкового автотранспорта. В сторону Пестово дорога из Кабожи идёт через село Носково. От Кабожи также есть местная дорога в райцентр Мошенское.

Пригородное автобусное сообщение от Кабожи осуществляется по маршруту Кабожа — Минцы — Хвойная. Прямое сообщение с Пестово (через Бугры, Богослово) прекращено.

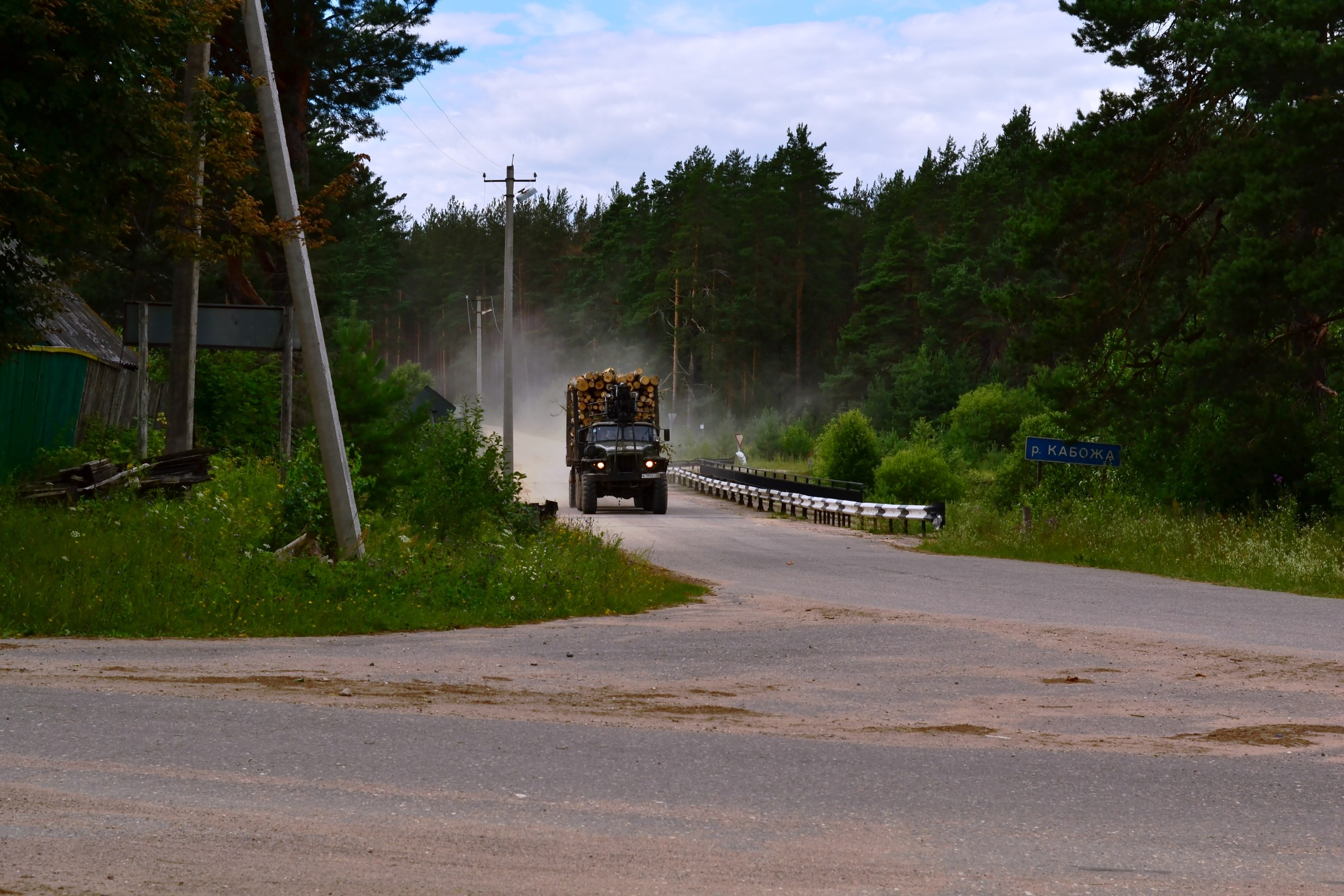
Урал-лесовоз едет через автомобильный мост р. Кобожа
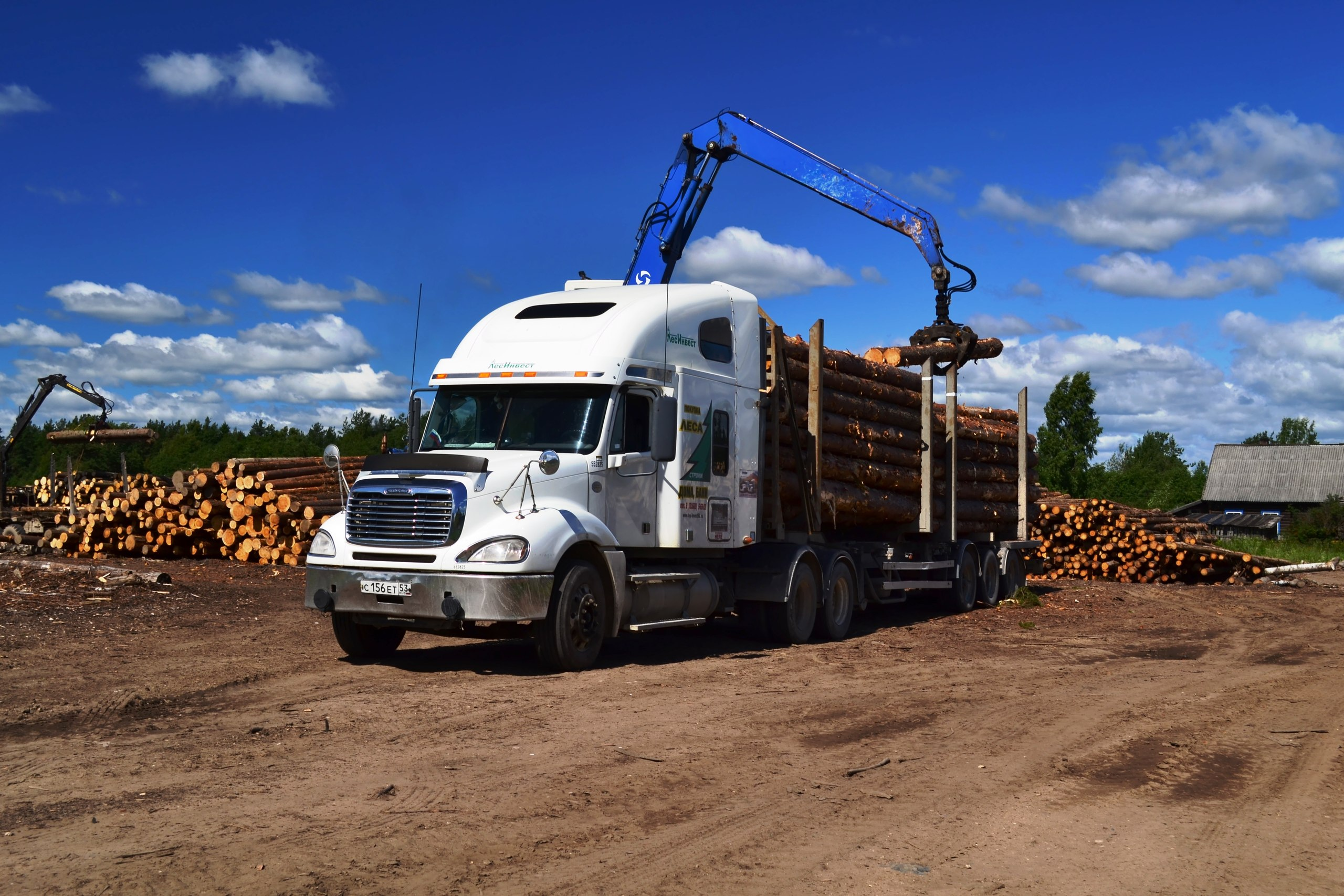
Перегрузка леса с грузовика-лесовоза на склад

### Железнодорожный

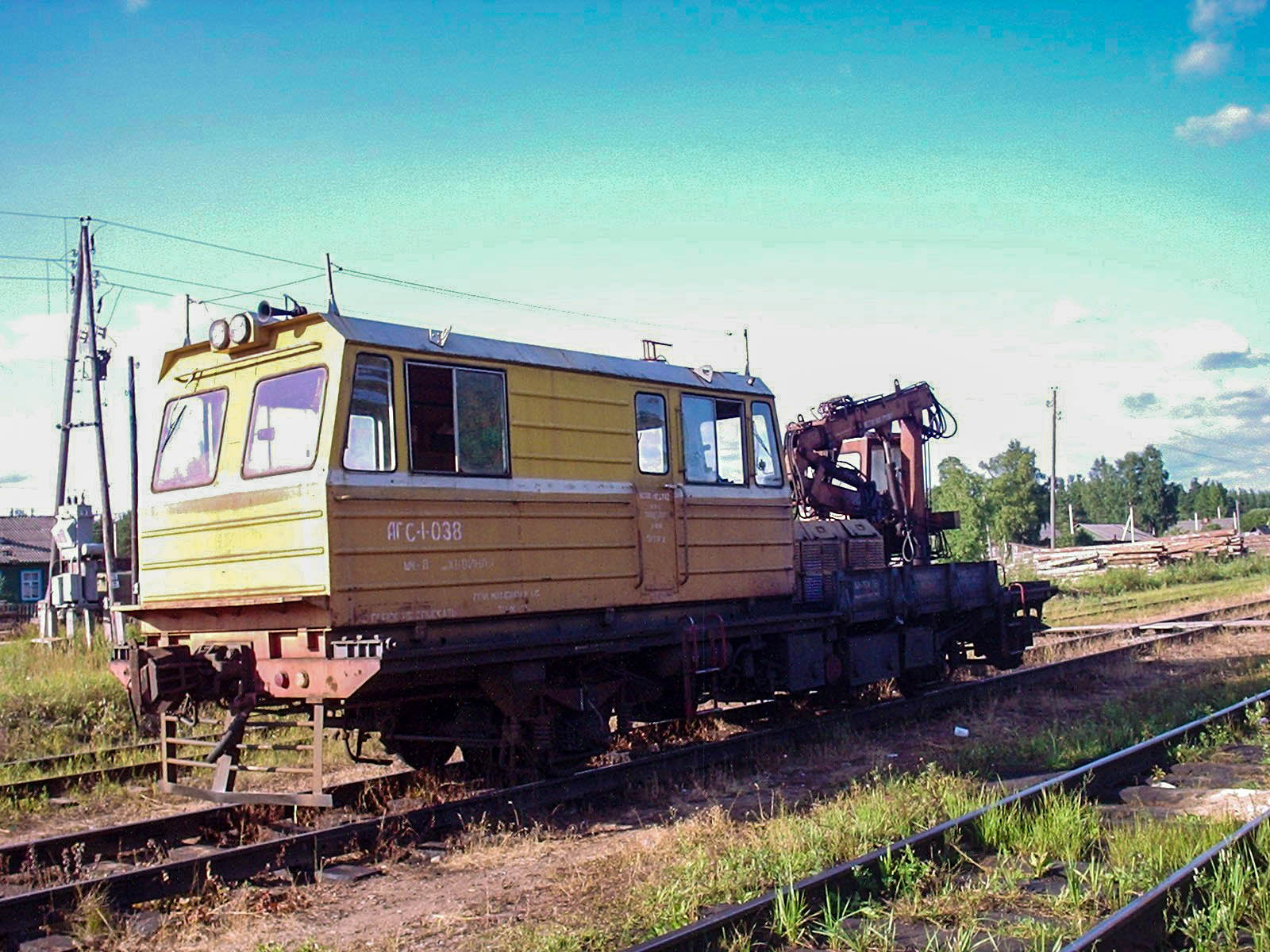
Автомотриса АГС1-038 на станции Кабожа

Небольшая узловая станция Октябрьской ж/д на малодеятельной линии Мга — Овинище (так называемый Мологский ход). Введена в эксплуатацию в начале 1920-х годов. На север уходит соединительная линия Кабожа — Подборовье (через Чагоду). Ввиду низкого пассажиропотока вокзал станции работает только в дневное время. Имеется касса и отапливаемый печью зал ожидания.[уточнить] На 2020 год на станции делают остановку два местных пассажирских поезда Санкт-Петербург — Сонково и Великий Новгород — Пестово. Прямого сообщения с Москвой и Вологдой нет. По станции Кабожа также осуществляются и грузовые операции.
- Расписание поездов дальнего следования на Яндекс. Расписания